# Ona i On
Ona i On (dt. „Sie und er“) ist das Debütalbum der polnischen Popsängerin Sylwia Grzeszczak sowie das dritte Studioalbum des polnischen Rappers Liber. Veröffentlicht wurde das Album am 21. November 2008 durch das Label My Music.

## Kritische Rezeption
Mateusz Kołodziej von Axunarts vergab dem Album 2 von 5 möglichen Sternen. Während Sylwia Grzeszcazk als interessante Neuentdeckung empfunden wird, wird Libers Anwesenheit auf dem Album als eher überflüssig empfunden.

## Singleauskopplungen
Insgesamt wurden 4 Lieder als Single veröffentlicht, darunter Nowe szanse, Co z nami będzie, Mijamy się und Nasza baśń.
Beim Sopot Festival 2008 erreichten Grzeszczak und Liber mit Nowe szanse den vierten Platz in der Kategorie Polski hit lata. Bei den Superjedynki 2008 wurde das Lied in der Kategorie Hit des Jahres nominiert. Ebenfalls nominiert wurde das Lied für den VIVA Cometen 2010 in der Kategorie Charts Award.

## Titelliste
| #   | Titel                                | Musik                      | Text  | Länge |
| --- | ------------------------------------ | -------------------------- | ----- | ----- |
| 1.  | Ona i on (Sie und er)                | Bartosz Zielony            | Liber | 3:56  |
| 2.  | Nowe szanse (Neue Chancen)           | Zielony                    | Liber | 3:55  |
| 3.  | Żyje się raz (Man lebt nur einmal)   | Dominik Grabowski          | Liber | 3:37  |
| 4.  | Idę w ciemno (Ich gehe ins dunkle)   | Zielony, Kuba Mańkowski    | Liber | 3:35  |
| 5.  | Nasza baśń (Unsere Geschichte)       | Mańkowski                  | Liber | 4:44  |
| 6.  | Co z nami będzie (Was wird mit uns?) | Zielony, Sylwia Grzeszczak | Liber | 3:16  |
| 7.  | Wojna damsko-męska                   | Artur Kamiński             | Liber | 3:22  |
| 8.  | Bogini (Göttin)                      | Zielony, Maciej Zarębski   | Liber | 3:31  |
| 9.  | 180 stopni (180 Grad)                | Krzysztof Bączek           | Liber | 3:50  |
| 10. | Mijamy się (Wir meiden uns)          | Bączek                     | Liber | 3:58  |
| 11. | Czerń i biel (Schwarz und weiß)      | Grabowski, Zarębski        | Liber | 4:03  |
| 12. | Głośna samotność (Laute Einsamkeit)  | Bączek                     | Liber | 4:37  |
| 13. | O niej i o nim (Um sie und ihn)      | Zielony                    | Liber | 4:03  |

## Kommerzieller Erfolg
In den polnischen Albumcharts debütierte das Album auf der 44. Position. Innerhalb von 4 Wochen erreichte das Album Position 27 in den Charts, jedoch fiel das Album in der nächsten Woche aus der Hitparade. Nach 2 Wochen stieg das Album für eine weitere Woche in die Top 50 der Albumcharts ein.
2009 gewann das Album den Eska Music Award in der Kategorie Album des Jahres. Bei den Superjedynki 2009 wurde das Album in derselben Kategorie nominiert.

### Chartplatzierungen
| ChartsChartplatzierungen | Höchstplatzierung | Wochen |
| ------------------------ | ----------------- | ------ |
| Polen (ZPAV)             | 27 (5 Wo.)        | 5      |

## Mitwirkende
| - Sylwia Grzeszczak – Gesang - Liber – Rap - Dominika Dołżyńska – Violine - Dawid Szmatuła – Piano - Kuba Mańkowski – Gitarre - Marek Szymański – Violoncello - Karolina Nowotczyńska – Violine | - Asia Koziorowska – Flöte - Artur Kamiński – Abmischung, Mastering - Bartosz Zielony – Produktion, Abmischung, Mastering - Dominik Grabowski – Abmischung - Krzysztof Bączek – Abmischung - Maciej Sierakowski – Abmischung |